# John D. Rockefeller, Jr.
John D. Rockefeller, Jr. (29. januar 1874 i Cleveland – 11. maj 1960 i Tucson) var en amerikansk filantrop. Han var eneste søn af oliemagnaten John D. Rockefeller, Sr., der grundlagde olieselskabet Standard Oil i 1870 og stadig topper listen som Amerikas rigeste mand nogensinde.
Rockefeller, Jr. er først og fremmest husket for sin filantropiske virksomhed og for at have finansieret opførelsen af Rockefeller Center i New York under depressionen i 1930'erne. 
John D. Rockefeller, Jr. donerede grunden, hvorpå FN-bygningen i New York står, til organisationen og købte og donerede store landområder til oprettelse af flere nationalparker i USA, bl.a. Yosemite i Californien.
Rockefeller var far til seks børn: Abby, John III, Nelson, Laurance, Winthrop og David.

## Fodnoter
1. ↑  "The Wealthiest Americans Ever" The New York Times 15. juli 2007